# Archi5
Archi5 är ett franskt arkitektkontor med huvudkontor i Montreuil utanför Paris samt ett mindre kontor i Warszawa. Namnet Archi5 syftar på de 5 delägarna i firman: Erik Giudice, Laurent Boudrillet, Bernard Guillien, Thomas Dryjski och Jaques Sebbag. Firman äger också Archiprod. 
Bland företagets stora projekt kan nämnas:
- Sport och Event Arena i Belfort, Frankrike
- Nya Årstafältet, Stockholm